# نهب الآثار في العراق

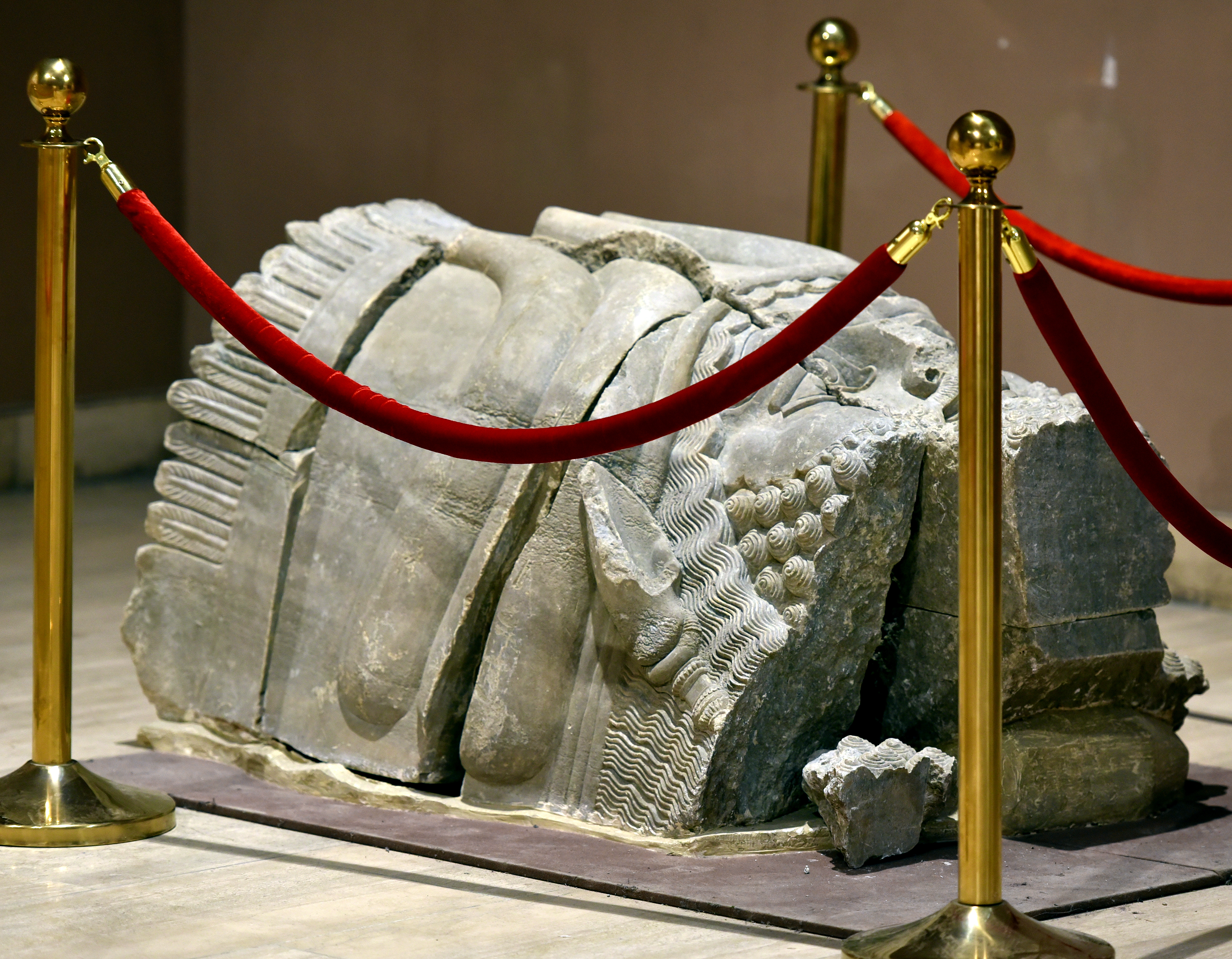
نهب رأس لاماسو، مقطوع إلى عدة قطع بواسطة النهبين. من خورساباد، العراق. حوالي 710 قبل الميلاد. معروض في متحف العراق

نٌهبت الآثار في العراق منذ أواخر القرن التاسع عشر على الأقل. وفرت الفوضى التي أعقبت الحرب الفرصة لنهب كل ما لم يتم تسميره. كما كانت هناك محاولات لحماية المواقع مثل الفترة ما بين 8 أبريل 2003، عندما غادر الطاقم متحف العراق و16 أبريل 2003 عندما وصلت القوات الأمريكية بأعداد كافية «لاستعادة بعض مظاهر النظام». اختفى حوالي 15000 قطعة أثرية ثقافية في ذلك الوقت. على مر السنين تم انتشال ما يقرب من 14800 من داخل وخارج العراق وأخذوا تحت حماية الحكومة العراقية.

## التاريخ المبكر
نهب القطع الأثرية القديمة تقليد طويل. في وقت مبكر من عام 1884، تم تمرير قوانين في بلاد ما بين النهرين حول نقل وتدمير الآثار. بحلول نهاية الحرب العالمية الأولى، أنشأت بلاد ما بين النهرين التي تديرها بريطانيا وسائل حماية للمواقع الأثرية حيث بدأ النهب يتحول إلى مشكلة. فرضوا حظرًا مطلقًا على تصدير الآثار. كان المتحف البريطاني مسؤولاً عن المواقع والمتاحف في جميع أنحاء العراق خلال هذه الفترة الزمنية. جيرترود بيل، المعروفة برسم حدود العراق، حفرت العديد من المواقع في جميع أنحاء العراق وأنشأت ما يعرف الآن بالمتحف الوطني العراقي.
بحلول منتصف العشرينات من القرن العشرين، كانت السوق السوداء للآثار تنمو وبدأت أعمال النهب في جميع المواقع التي يمكن العثور فيها على الآثار. بعد استقلال العراق عن بريطانيا، رُفع الحظر المطلق عن تصدير الآثار القديمة. حتى منتصف السبعينيات كان العراق من بين عدد قليل جدًا من الدول التي لم تحظر التجارة الخارجية في الآثار. جعل هذا العراق مكانًا جذابًا للصوص وجامعي السوق السوداء من جميع أنحاء العالم. كانت نتيجة حرب الخليج أنه تم نهب ما لا يقل عن 4000 قطعة أثرية من مواقع العراق. كما أدت الانتفاضات التي أعقبت الحرب إلى نهب وحرق 9 من 13 متحفًا إقليميًا.

## فشل الحماية في ظل العراق البعثي
عند توليه الرئاسة في عام 1979، كان صدام حسين يعتز بتراثه الوطني بشكل كبير وعمل للدفاع عن هذه المواقع والتحف الموجودة فيها. كان يعتقد أن ماضي العراق كان مهمًا لحملته الوطنية وأن نظامه ضاعف في الواقع الميزانية الوطنية للآثار والتراث وإنشاء المتاحف وحماية المواقع في جميع أنحاء العراق. حتى تعرض حزب البعث للضغط في التسعينات، أصبح النهب مشكلة كبيرة مرة أخرى للعراق. بحلول عام 2000، انتشر النهب لدرجة أن عمال المواقع كانوا ينهبون أماكن عملهم. مع سقوط حكومة صدام عام 2003، تُركت المواقع الأثرية مفتوحة بالكامل وأصبح النهب مشكلة أكبر. كانت بعض المواقع، مثل أور ونيبور، محمية رسميًا من قبل القوات الأمريكية وقوات التحالف.
قبل بدء حرب العراق، وضعت الحكومة الأمريكية خطة ما بعد الحرب للعراق. وفقًا لورانس روثفيلد، المدير السابق لمركز السياسة الثقافية في جامعة شيكاغو وأستاذ مشارك في الأدب الإنجليزي والأدب المقارن، لم يتم منع هذا النهب للمتحف الوطني العراقي ومئات المواقع الأثرية في جميع أنحاء البلاد. في وقت التخطيط للحرب، كان وزير الدفاع دونالد رامسفيلد هو الذي قرر شن غزو سريع بقوات أقل، مما أدى إلى عدم كفاية حماية المباني والمواقع الثقافية.[بحاجة لمصدر]
لم يعط القادة العسكريون والقادة الأمريكيون الأولوية لأمن المواقع الثقافية في جميع أنحاء العراق. كان يُنظر إلى حفظ السلام على أنه عمل أقل من القتال الجسدي في القتال وتعليق الرئيس بوش لسياسات الرئيس السابق كلينتون لحفظ السلام لم يدعم هذا الفكر فحسب، بل جعل أيضًا واجبات الولايات المتحدة لاستعادة النظام العام غير واضحة. لم تكن القوات الأمريكية في العراق تثق في القوة العراقية من أي نوع مما يعني أنه بدلاً من استخدام وتدريب الشرطة العراقية، أخذ الجيش الأمريكي شؤون الأمن والشرطة بأيديهم. بشكل أساسي ستعمل الولايات المتحدة كقوات حفظ سلام لتدريب الجيش الوطني وقوة الشرطة. ستعمل فرق القوات الخاصة مع أمراء الحرب الإقليميين للحفاظ على السيطرة على أراضيهم. السماح لأمراء الحرب بمراقبة مناطقهم كان له الفضل في كونه خطة كارثية للمواقع الأثرية على وجه الخصوص.
كان آرثر هوتون مهتمًا وبعض الخبرة في التراث الثقافي وكان من أوائل الذين تساءلوا عن خطة ما قبل الحرب للثقافة العراقية. كان قد عمل في وزارة الخارجية كموظف في السلك الدبلوماسي، ومحلل السياسة الدولية للبيت الأبيض، وعمل أيضًا في منصب أمين متحف جيتي بالإنابة. في أواخر ربيع عام 2002، اتصل بهوتون من قبل أشتون هوكينز، نائب الرئيس التنفيذي السابق والمستشار لأمناء متحف متروبوليتان، وطُلب منه معرفة ما كان يفعله المسؤولون لتأمين المواقع التراثية في الحرب القادمة في العراق. لم يستطع هوتون العثور على أي شخص مكلف بمهمة حماية الثقافة والحفاظ عليها في العراق.
كان هناك مشروع سري لمستقبل العراق منذ أكتوبر 2001، بإذن من البنتاغون. ومع ذلك، حتى في ظل هذا المشروع، لم يتولى أي شخص مسؤولية الثقافة. حتى المنظمات الأثرية في الولايات المتحدة لم تلاحظ هذه المشكلة حتى أواخر عام 2002. وبالمثل، عندما التقت الوكالة الأمريكية للتنمية الثقافية (USAID) مع 150 منظمة غير حكومية، لم تثر إحدى المنظمات حماية التراث الثقافي. في الواقع، حاولت اليونسكو، بعد حرب الخليج في عام 1991، الذهاب إلى العراق وتقييم الأضرار التي لحقت بالمواقع الثقافية ولكن لم يُسمح لها بدخول البلاد. ثم ركزت اليونسكو، للعقد التالي، على إعادة الإعمار بعد الواقعة بدلاً من تدابير الوقاية.
داخل الجيش الأمريكي، كانت قوات الشؤون المدنية (CA) مهمة لحماية الثقافة، ولأنهم كانوا في الغالب جنود احتياط، فقد ضمت خبراء في مجموعة متنوعة من المجالات بما في ذلك علم الآثار. كانت الخطة هي نشر الخبرة بين القوات المقاتلة لتحذيرهم من المواقع الثقافية في المنطقة. ومع ذلك، تم استبعاد قوات الشؤون المدنية من التخطيط لما قبل الحرب حتى يناير 2003، عندما فات الأوان لتقديم أي مساعدة حقيقية مهمة. كان على قوات الشؤون المدنية أن تعطي الأولوية للكمية الصغيرة من قواتها إلى ما اعتقدوا أنه ضروري، وهو حتماً لم يكن ثقافة. ومع ذلك، سحبت سلطة كاليفورنيا اثنين من علماء الآثار الوحيدين في الشؤون المدنية ليكونوا في فريق ثقافي، ماج. كريس فارهولا والنقيب. وليام سمنر. ومع ذلك، تم إرسال هذين الرجلين في النهاية إلى أماكن أخرى عندما بدأ الصراع. كانت هناك حاجة إلى فارهولا للاستعداد لأزمات اللاجئين التي لم تصل أبدًا وتم إعادة تكليف سومنر لحراسة حديقة حيوانات بعد الضغط على مستشاره بشدة بشأن قضايا الآثار. توقفت أي حماية للثقافة أو المواقع أو المباني بسبب أولويات الأمور الأخرى. في الأساس، لم يكن أي شخص لديه خبرة أثرية كبيرًا بما يكفي لإنجاز أي شيء.
فرع آخر من حكومة الولايات المتحدة كان مهتمًا بالثقافة هو مكاتب المناطق الخارجية (الفاو). لسوء الحظ، كانوا يركزون على العادات والمواقف بدلاً من المواقع الأثرية. الشيء الذي تم إنجازه هو إنشاء قائمة عدم الإضراب التي أنشأها ماج. فارهولا تمامًا مثل اثنين من علماء الآثار من قبله خلال حرب الخليج عام 1991 والتي كان لها نتيجة عظيمة في إنقاذ الآثار من القصف.
أحد أجزاء القانون الدولي المهم لهذا النزاع هو اتفاقية لاهاي لعام 1954 لحماية الممتلكات الثقافية في حالة نزاع مسلح، وتنص هذه الاتفاقية على أنه يجب على أطراف النزاع "اتخاذ تدابير لحظر ومنع، وعند الضرورة، وضع وقف أي شكل من أشكال السرقة أو النهب أو الاستيلاء على الممتلكات الثقافية وأي عمل أعمال التخريب الموجه ضدها. كما ستثبت السنوات القادمة، هناك استثناءات لهذه الاتفاقية وستؤدي إلى قيام الأمريكيين بإطلاق النار على المتحف الوطني العراقي.
بحلول خريف عام 2002، كان التخطيط لما بعد الحرب متقطعًا ومرتجلاً. كان جانب التخطيط الثقافي بحاجة إلى قيادة لم تحصل عليها من قبل. نائب المساعد في إدارة أمن الدفاع، جوزيف كولينز، يتذكر أن بعض القوات أمضت وقتًا أطول في العمل على مشاريع انتهى بها الأمر إلى عدم الحاجة إليها مثل خطة أزمات اللاجئين. يقول إنه لا يتذكر ما إذا كانت هناك خطط تنظيمية لحل مشكلات معينة.
أول جهد معروف من قبل المصالح الثقافية للاتصال بالمسؤولين الأمريكيين كان أكتوبر 2002. بعد اجتماع مع لاعبين أقوياء في الثقافة، أرسل هوتون رسالة يطلب فيها من الإدارات أن تخبر القوات بتجنب إتلاف الآثار، وكان على الجنود احترام سلامة المواقع، وأخيرًا العمل بسرعة للحصول على خدمات الآثار في العراق وتشغيلها مرة أخرى. بعد ذلك، أرسل المعهد الأثري الأمريكي (AIA) أيضًا رسالة مماثلة إلى البنتاغون في ديسمبر 2002 يطلب فيها من الحكومات اتخاذ إجراءات لمنع النهب في أعقاب الحرب. مع نهاية عام 2002، كانت وسائل الإعلام والحكومة تبث فقط الخير الذي قامت به القوات في عدم تدمير التراث الثقافي بأنفسهم ولكن ليس على النهب الذي قام به الناس في العراق وواجب الأمريكيين لحماية الآثار.

## نهب على نطاق واسع

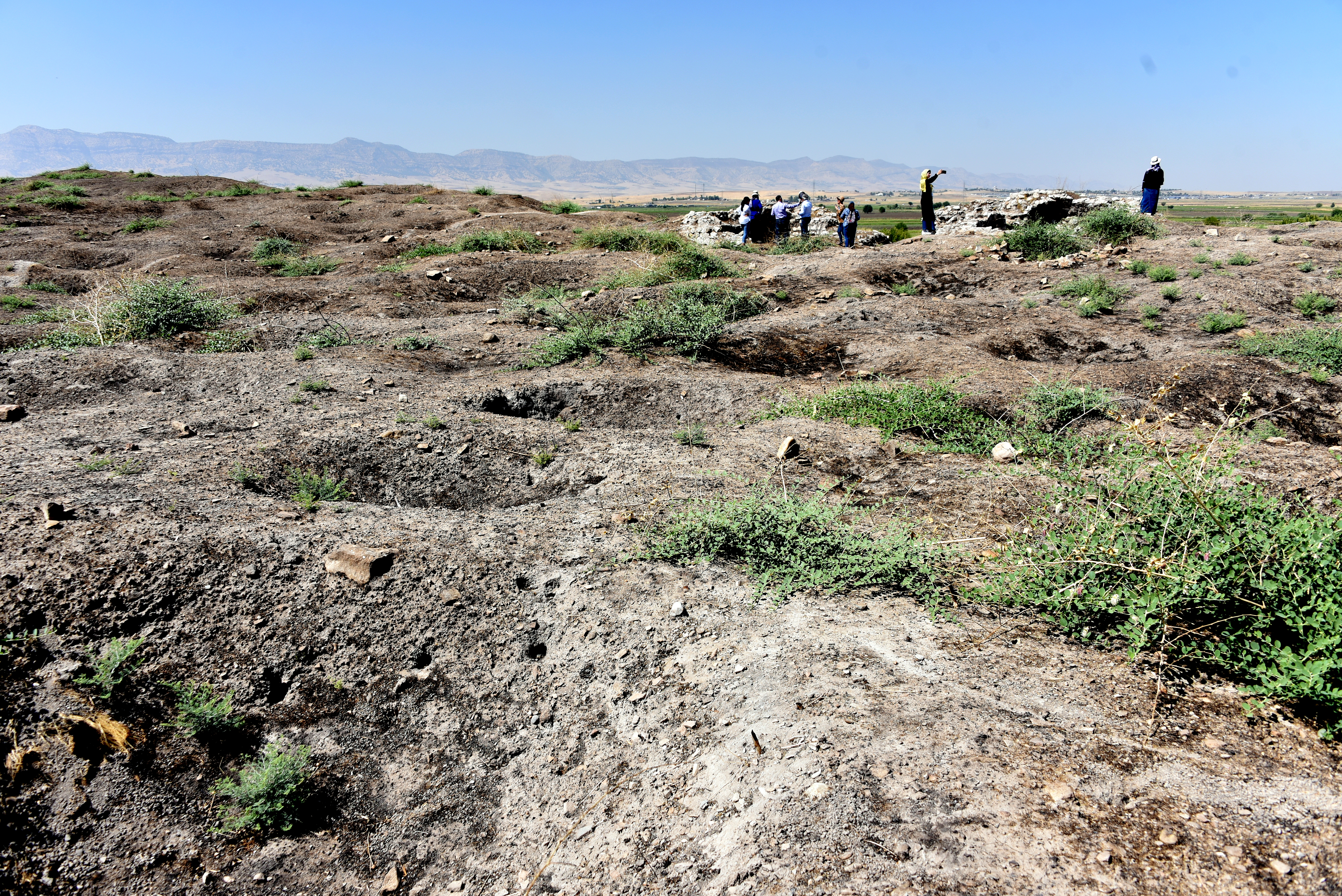
السطح العلوي لتلة ياسين تيبي القديمة، حفر عدد لا يحصى من اللصوص. محافظة السليمانية، كردستان العراق. تم حفر معظم هذه في التسعينيات.

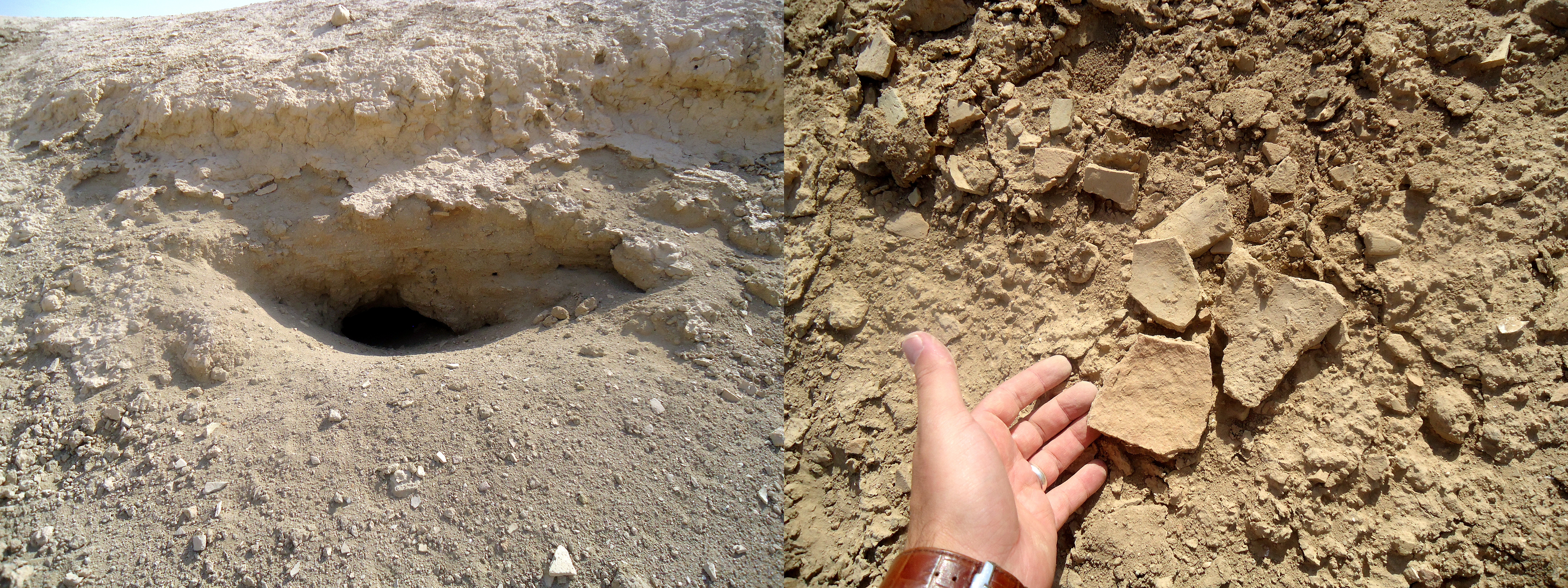
حفرة نهب (يسار) في مدينة كيش السومرية القديمة، العراق. تناثرت شظايا من الفخار (على اليمين) بالقرب من الحفرة

عندما أصبح نهب متحف العراق الوطني معروفًا، بدأ خبراء من جميع أنحاء العالم يخططون لتصحيح الوضع. أوضح ماكجواير جيبسون، أحد علماء الآثار البارزين والخبراء في بلاد ما بين النهرين، لمكتب إعادة الإعمار والمساعدات الإنسانية (ORHA) أن القطع الأثرية في المتحف المنهوبة لم تكن سوى جزء صغير من الحفريات الأثرية في جميع أنحاء البلاد. ربما تم تسجيل 25 ألف موقع من بين ما يقدر بنصف مليون موقع. لم يكن لدى مكتب إعادة الإعمار والمساعدات الإنسانية موارد لمعالجة هذه المشكلة. واقترح جيبسون إجراء مسوحات بواسطة طائرات الهليكوبتر لتحديد حجم المواقع المنهوبة. بحلول 24 أبريل / نيسان 2003، وقعت أعمال نهب في أمة، وأم الحفريات، وأم العقارب، وبسمية، ولارسا، وباد طيبة، وكان معظمهم بلا حراسة. معظم أعمال النهب كانت من قبل العمال الذين عملوا في السابق من قبل مجلس الدولة للآثار والتراث الذي تم حله الآن. قبيلة محلية كانت تحرس موقع التراث العالمي في الحضر بالرغم من أن البعض الآخر لم يكن خاضعًا للرقابة.
بحلول مايو 2003، بدأ العمل الدولي في المتحف المنهوب بالفعل ولكن ليس في المواقع الأخرى. شن الجيش الأمريكي غارة في مايو على منطقة الأمة حيث عثروا على مئات الخنادق مع العديد من اللصوص في جميع أنحاء الموقع. في 7 مايو، حلت إدارة بوش محل الجنرال. جاي غارنر مع بول بريمر الذي مُنح المزيد من السلطة وحظر أعضاء حزب البعث رفيعي المستوى من الوظائف الحكومية وحلوا بقايا الجيش العراقي. لم يتم دفع رواتب أي حراس في المواقع الأثرية لشهور ولم يُسمح لهم بحمل السلاح. الآن، بدلاً من التعامل مع اللصوص المدنيين، كان هؤلاء الحراس العزل يتعاملون مع حشود كبيرة من المسلحين.
في نهاية مايو 2003، أصبح من الواضح أخيرًا مدى خطورة نهب المواقع عندما خرجت رحلة برعاية ناشيونال جيوغرافيك لتقييم الضرر. كان هناك فريق شمالي وجنوبي لتقييم أضرار ما بعد الصراع عن طريق البر. وجدوا المواقع الشهيرة مثل بابل والحضر ونمرود وأور تحت سيطرة الجيش الأمريكي. كانت المواقع الأقل شهرة خالية تمامًا من الحراسة ولم تكن فرق الشؤون المدنية المسؤولة حتى تعرف مكانها. كل مكان شاهده فريق ناشيونال جيوغرافيك، باستثناء مكان محاط بالأسلاك الشائكة، تعرض للتلف.
كان جيبسون جزءًا من فريق ناشونال جيوغرافيك الشمالي وأرسل تقريرًا إلى المستشار العلمي للبيت الأبيض جون ماربورغر. كان خبراء آثار آخرون في كل من الولايات المتحدة وبريطانيا ينتظرون الدعوات للذهاب إلى العراق والمساعدة. بعد تقرير جيبسون، تلقوا دعوات لتشكيل فريق في العراق.
في أوائل يوليو 2003، كشفت منظمة اليونسكو أن النهب ما زال يحدث في المواقع في جميع أنحاء البلاد. عرضت الخدمات العسكرية الأخرى مثل القوات اليابانية والهولندية المساعدة ولكن تم تجاهلها. في 8 يوليو / تموز، تم إنشاء قوة حراسة أمنية جديدة تُعرف باسم خدمة حماية المنشآت العراقية (FPS) لحماية المواقع في جميع أنحاء البلاد بالتعاون مع الجيش الأمريكي. بعد أسبوع، أعلنت وزارة الخارجية أنها كانت تشكل مجموعة للمساعدة في إعادة بناء التراث الثقافي العراقي.
لم يكن لهذه الإعلانات أي تأثير على نهب القطع الأثرية وتصديرها بشكل غير قانوني. كتب ماكغواير جيبسون في 11 سبتمبر 2003 إلى عالم جغرافي عسكري، «إن استمرار تدمير المواقع في جميع أنحاء جنوب العراق وسرقة آلاف القطع الأثرية كل أسبوع، دون أي جهد واضح من جانب السلطات الأمريكية، يجعل السؤال الأخلاقي تصرفات المتاحف لا طائل من ورائها. وحدتك في البنتاغون قادرة على إثبات موقع وتوسيع الحفر غير القانوني. هل تفعل هذا القدر على الأقل؟»
كان نهب القطع الأثرية في العراق يتزايد خلال وباء COVID-19. بسبب الوباء، قام عدد قليل من السياح وعلماء الآثار الأجانب بزيارة المواقع التاريخية. ونتيجة لذلك، تُركت العديد من هذه المناطق دون حراسة.

## حالات الاسترداد المعروفة

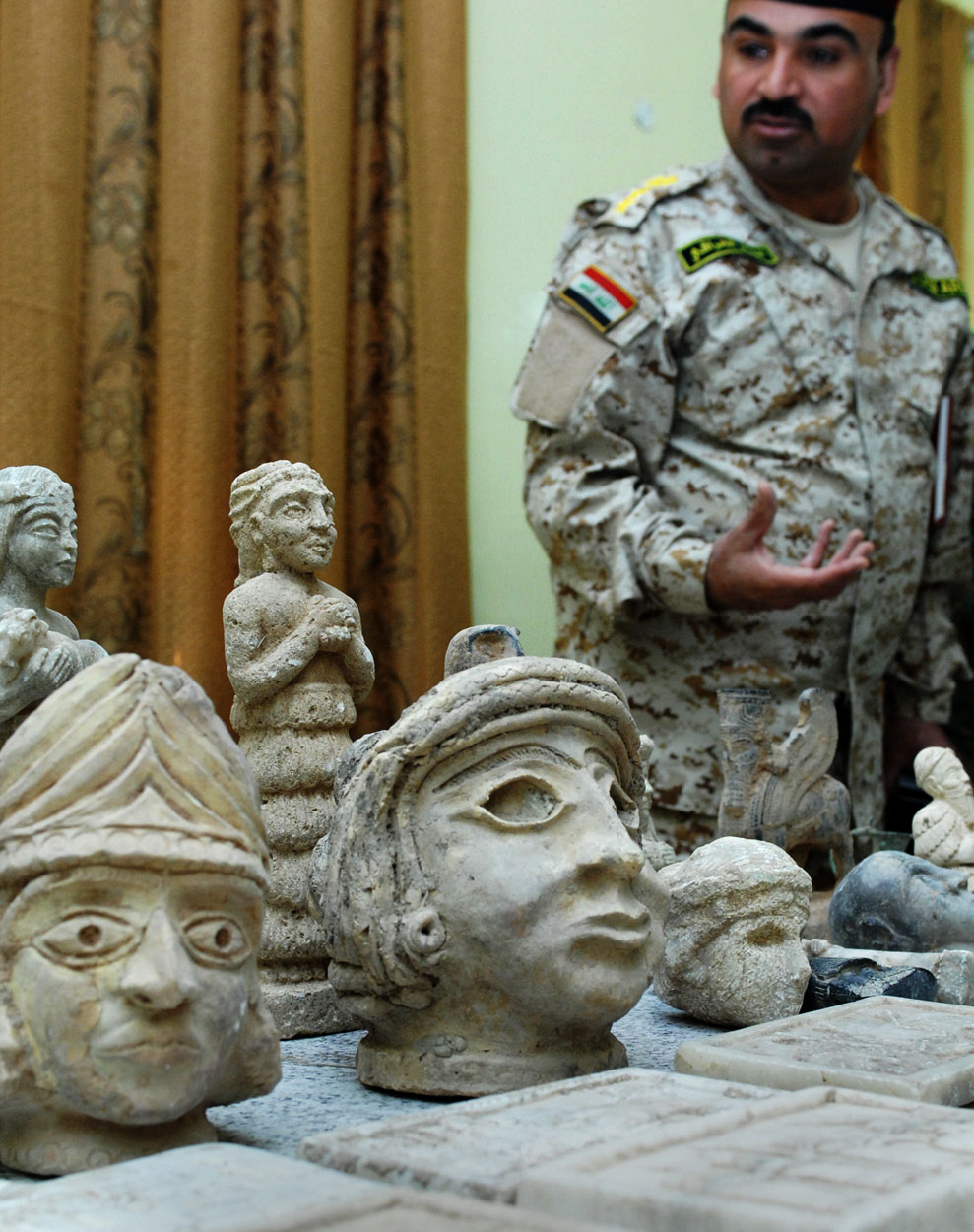
القطع الأثرية المستعادة معروضة في أواخر عام 2008

من المستحيل اكتشاف مقدار الدمار الذي لحق بالمواقع الأثرية منذ عام 2003. اشترت عالمة الآثار إليزابيث ستون صور الأقمار الصناعية لسبعة آلاف كيلومتر مربع في العراق تحتوي على العديد من المواقع المعروفة. أحصت 1837 ثقبًا جديدًا بمقارنة 2001-2002 بصور عام 2003. ركز اللصوص على المواقع التي بها أكثر القطع الأثرية قابلية للتسويق. تتراوح تقديرات عدد القطع الأثرية المنهوبة من 2003 إلى 2005 من 400000 إلى 600000 قطعة. هذا الرقم يزيد بمقدار 30-40 مرة عن عدد القطع الأثرية المسروقة من المتحف. استولت بريطانيا وحدها بين عامي 2004 و2006 على 3-4 أطنان من القطع الأثرية المنهوبة.
تم انتشال بعض القطع الأثرية عن طريق الصدفة. كان عالم آثار يشاهد عرضًا لتزيين المنزل عندما رأى رأسًا حجريًا من القرن الثاني من الحضر جالسًا على عباءة المصمم. أصبحت السوق السوداء غير القانونية للسلع مشبعة لدرجة أن الأسعار في السوق كانت تنخفض بعد عام 2003 وفقًا لباحث آثار متخصص في التعاملات غير المشروعة.
يقدر المعهد الأثري الأمريكي الإيرادات من الآثار المنهوبة بما يتراوح بين 10 إلى 20 مليون دولار سنويًا. الجماعات الإرهابية والمتمردة لها تاريخ طويل في استخدام القطع الأثرية المسروقة لتمويل عملياتها.
وبحلول نهاية عام 2003، تمت مصادرة 1900 قطعة أثرية عراقية من الدول المجاورة: 1450 في الأردن، و36 في سوريا، و38 في الكويت، و18 في المملكة العربية السعودية.
شهد جندي الاحتياط في مشاة البحرية الأمريكية ماثيو تجارة غير مشروعة حتى في القواعد العسكرية. سأل بولاي جيبسون وقيل له أن هذه القطع الأثرية حقيقية. طلب جيبسون من بولاي أن يطلب من قائد القاعدة وقف هذه المبيعات. عندما أبلغ بولاي قائد فصيلته، حصل على أمر «توقف وكف» بمنع أي رسائل بريد إلكتروني أخرى حول هذه القضية لأي شخص.
معاهد أخرى من أمريكا وحول العالم ساهمت في حماية المواقع في العراق. بدأت الولايات المتحدة بتعليم العسكريين المتجهين إلى العراق أهمية التراث الثقافي والحفاظ على المواقع. تم تعيين دوني جورج الذي كان موظفًا في المتحف الوطني العراقي مديرًا للمتاحف في عام 2004، وبحلول صيف عام 2006، تمركزت قوة قوامها 1400 حارس في مواقع في جميع أنحاء البلاد.
في عام 2016، أصدر مكتب محاسبة الحكومة الأمريكية تقريرًا يصف بعض جهود حماية الممتلكات الثقافية للولايات المتحدة في العراق وسوريا.

## المواقع المتضررة
- مدينة أداب - مدينة قديمة ابتليت بمئات اللصوص.
- بابل - شهدت بناء «معسكر مساحته 150 هكتارا يتسع لـ 2000 جندي. في هذه العملية تحطمت الدبابات الرصيف المبني من الطوب الذي يبلغ عمره 2500 عام المؤدي إلى بوابة عشتار وتضررت البوابة نفسها. تم تجريف التربة السفلية الغنية بالآثار لملء أكياس الرمل، وغطت مساحات كبيرة بالحصى المضغوط لمهابط طائرات الهليكوبتر ومواقف السيارات. أصبحت بابل قاحلة من الناحية الأثرية».[42]
- الحضر - سرق اللصوص مع قاطعي الحجارة عناصر من الأفاريز والنقوش مباشرة من العمارة القديمة هنا.
- إيسن - تم تنظيم أكثر من مائتي نهب حول الموقع السابق لمعبد جولا؛ تمت إزالة عدد لا يحصى من القطع الأثرية من الموقع هنا، بما في ذلك عدد لا يحصى من الألواح المسمارية، والأختام الأسطوانية، والأقراص النذرية، والتي يمكن بيع بعضها بمبلغ يصل إلى 30 ألف دولار.
- كالح - موطن قصر أسورناصربال الثاني ووصفها العهد القديم بأنها «المدينة الرئيسية» لآشور، نمرود هي واحدة من المواقع القليلة المحمية عسكريا. ومع ذلك، قبل أسابيع من وصول الحراس الأمريكيين للموقع، هاجم اللصوص الأفاريز والتماثيل بأدوات قطع الحجارة، وسرقوا صورًا تعود بوضوح إلى نمرود، ومن ثم معروفين دون أدنى شك لدى أي مشترين محتملين بالسرقة؛ تم بيع العناصر، من المفترض، مع ذلك. هؤلاء اللصوص القلائل الذين تمكنوا من اقتحام هذا الموقع على الرغم من حمايته أعطوا كل المؤشرات على أنهم يعرفون بالضبط ما يبحثون عنه، وأين يجدونها، وكيفية الوصول إليها. مثل العديد من اللصوص في جميع أنحاء العراق وفي جميع أنحاء العالم، من المفترض أنه تم استئجارهم للحصول على صور محددة؛ هذا يفصلهم عن اللصوص الذين ينقبون ويبيعون ما يمكنهم العثور عليه.
- نينوى - واحدة من أكثر المواقع التي تم بحثها بدقة، لا يجد الخبراء صعوبة كبيرة في التعرف على الأشياء المسروقة من نينوى. تعرض الموقع للنهب والتدمير بشدة بعد حرب الخليج الأولى، وظهرت أجزاء من الأفاريز الفريدة والقديمة في أسواق الفن الأوروبية والأمريكية.
- نفر - الزقورة الكبيرة هنا بها ثلاث حفر رئيسية فقط لصوص، وهي الأولى منذ أكثر من أربعين عامًا من البحث والتنقيب القيمين.
- أوما - نزل اللصوص على الموقع بمجرد بدء قصف التحالف؛ أصبح الموقع الآن مليئًا بالمئات من الخنادق والحفر. عندما حاول علماء الآثار «إزالة المنحوتات المعرضة للخطر من مدينة الأمة القديمة إلى بغداد، وجدوا عصابات من اللصوص موجودة بالفعل بالجرافات والشاحنات القلابة وبنادق AK47».[43]
- أور - أحد المواقع القليلة التي يحميها الوجود العسكري الأمريكي. وفقًا لسيمون جنكينز، «جدرانه مليئة بشظايا زمن الحرب ويتم بناء حصن فوق موقع أثري مجاور».[43]

## قراءة معمقة
- Atwood, Roger (2004). Stealing History: Tomb Raiders, Smugglers, and the Looting of the Ancient World. New York: St. Martin's Press.
- Bogdanos, Matthew. Thieves of Baghdad: One Marine's Passion to Recover the World's Greatest Stolen Treasures. Bloomsbury USA (October 26, 2005) (ردمك 1-58234-645-3)
- Global Heritage Fund,
- Looting of ancient sites threatens Iraqi heritage 6/29/2006
- U.S.-Led Troops Have Damaged Babylon, British Museum Says, New York Times article
- Zainab Bahrani. 2004. Lawless in Mesopotamia. Natural History 113(2):44-49
- Farchakh, Joanne The massacre of Mesopotamian archaeology: Looting in Iraq is out of control, Tuesday, September 21, 2004
- The massacre of Mesopotamian archaeology
- Rothfield, Lawrence. The Rape of Mesopotamia behind the Looting of the Iraq Museum. Chicago: U of Chicago, 2009. Print.

## روابط خارجية
- قرارات الأمم المتحدة لعام 2003 - القرار 1483 يتعلق بالعراق
- «الخريطة الأثرية للعراق» هي خريطة من عام 1967 تظهر جميع المواقع الأثرية في العراق